# Habitatges al carrer del Remei, 15-17 (Vic)
Els Habitatges al carrer del Remei, 15-17 és una obra barroca de Vic (Osona) inclosa a l'Inventari del Patrimoni Arquitectònic de Catalunya.

## Descripció
Edificis civils. Dues cases entre mitgeres que guarden la mateixa simetria a partir d'un eix vertical. Consta de planta baixa i dos pisos. A la, planta s'hi obren dos portals, amb dovelles i arcs rebaixats. Als costats externs dels portals s'hi obren finestres rectangulars. Al primer pis dues grans finestres rectangulars i al segon dues més petites. Els ampits són d'escàs voladís. Cal remarcar que els portals, les llindes i els brancals són de pedra d'un color rogenc. La façana és arrebossada i emblanquinada. El ràfec és inclinat i acabat amb colls de fusta. L'estat de conservació és bo.

## Història
Es tracta segurament d'edificis construïts al segle xviii quan s'urbanitzà aquest carrer.
L'origen més remot del carrer del Remei el podem trobar al construir-se l'oratori a l'extrem del carrer Sant Pere als segles xiii i xiv. Lloc de culte que va desaparèixer al segle xviii quan es feu el traçat de la carretera de Sentfores. Aleshores el temple es traslladà a l'altre extrem de l'actual carrer del Remei i s'hi establiren els Franciscans fins que el 1936 fou incendiada. El 1958 s'hi bastí l'església actual.
El carrer va patir les conseqüències de l'aiguat de 1863 que va malmetre gran part de les cases del carrer.